# Arganzuela

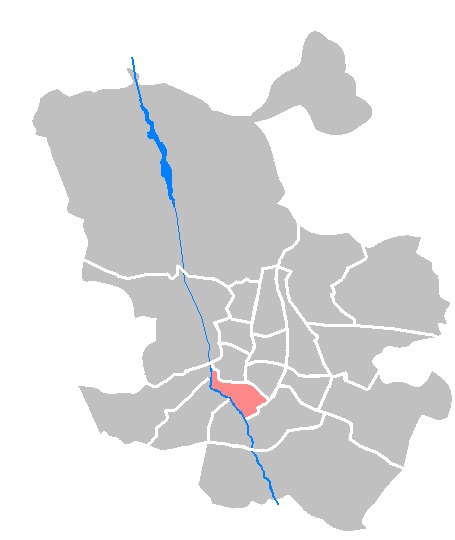
El districte d'Arganzuela al municipi de Madrid

Arganzuela és un districte administratiu de la ciutat de Madrid, que inclou els barris d'Imperial (21), Las Acacias (22), La Chopera (23), Legazpi (24), Las Delicias (25), Palos de la Frontera (26) i Atocha (27). El seu territori és a l'est del riu Manzanares i íntegrament dintre del perímetre de la M-30. Limita, al nord i nord-est amb els districtes de Centro i Retiro; a l'est i sud-est amb el de Puente de Vallecas; al sud amb el d'Usera i a l'oest amb els de Latina i Carabanchel.

## Història

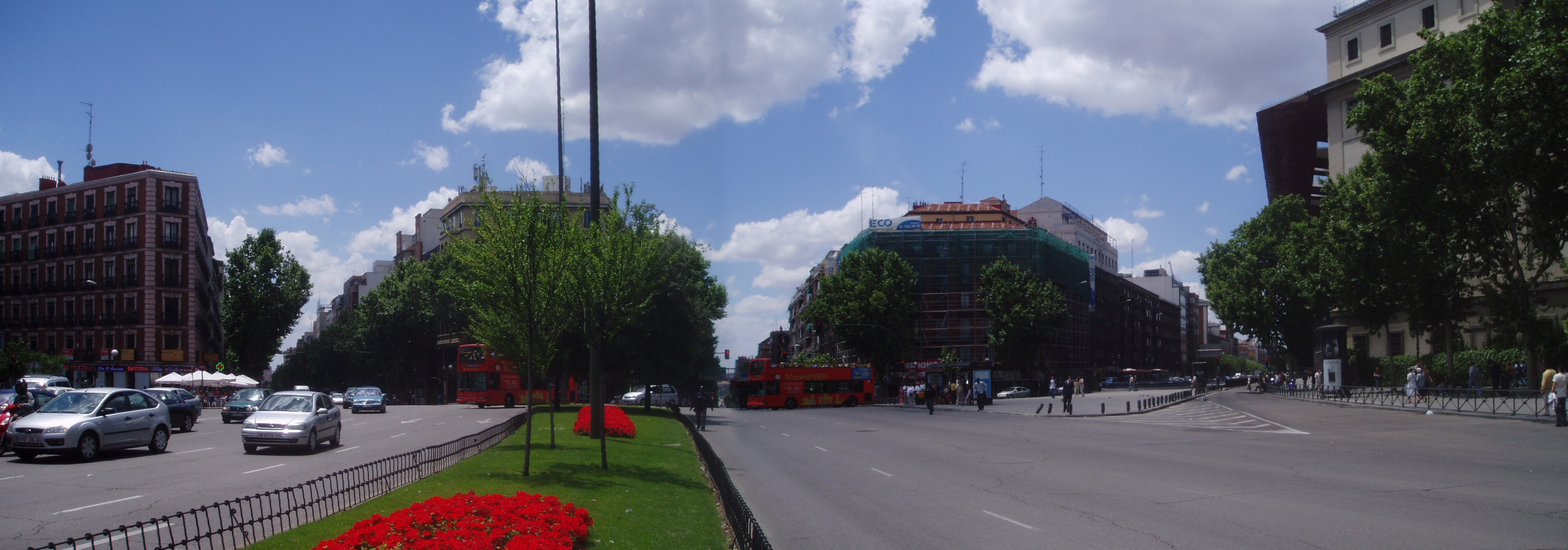
El passeig de las Delicias, el passeig de Santa María de la Cabeza i la ronda d'Atocha, carrers que formen el trident barroc del que conforma l'urbanisme del districte d'Arganzuela.

El territori de districte d'Arganzuela és la prolongació natural cap al sud de la històrica vila de Madrid. Fins al segle xviii es van situar a la seva àrea instal·lacions de serveis. Ferran VI va projectar el traçat de grans passeigs que avui dia donen la forma a aquest districte. Gràcies a la implantació del ferrocarril i la incorporació dels terrenys del districte al Projecte d'Eixample de Madrid en el segle xix va quedar configurat el desenvolupament industrial d'Arganzuela. En 1916 es crea la Fàbrica Osram al Passeig de Santa María de la Cabreza. La disponibilitat de terrens públics facilita la instal·lació d'usos industrials, dels mercats centrals i dels escorxadors així com d'habitatges protegits (com per exemple la Colònia del Pico del Pañuelo). En 1935 s'inaugura el Mercado Central de Frutas y Hortalizas al costat de la plaça de Legazpi, així com l'Edifici Parque Sur com a garatge dels automòbils del servei de neteja.

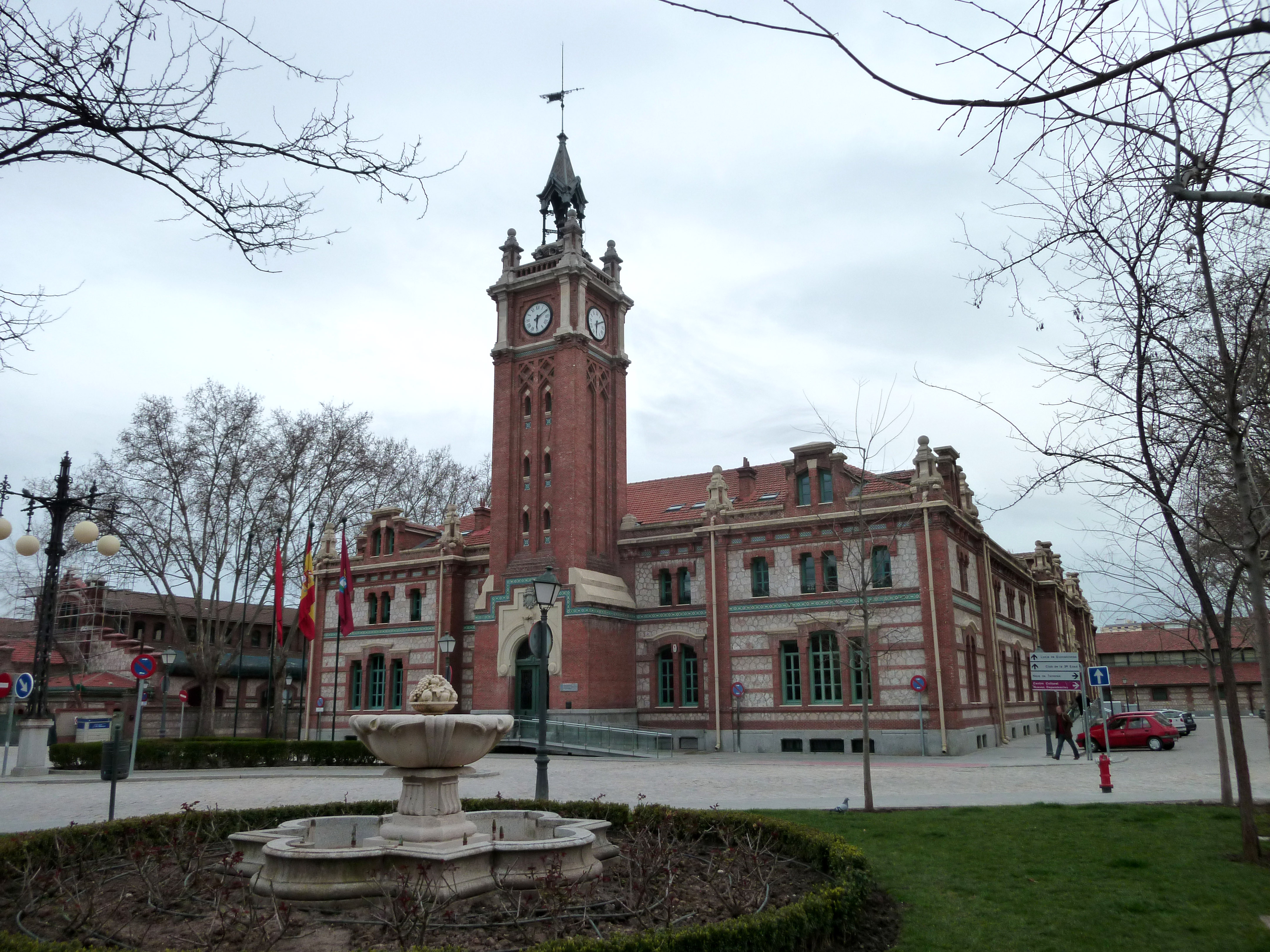
Casa del Reloj, seu de la J.M.D. Arganzuela.

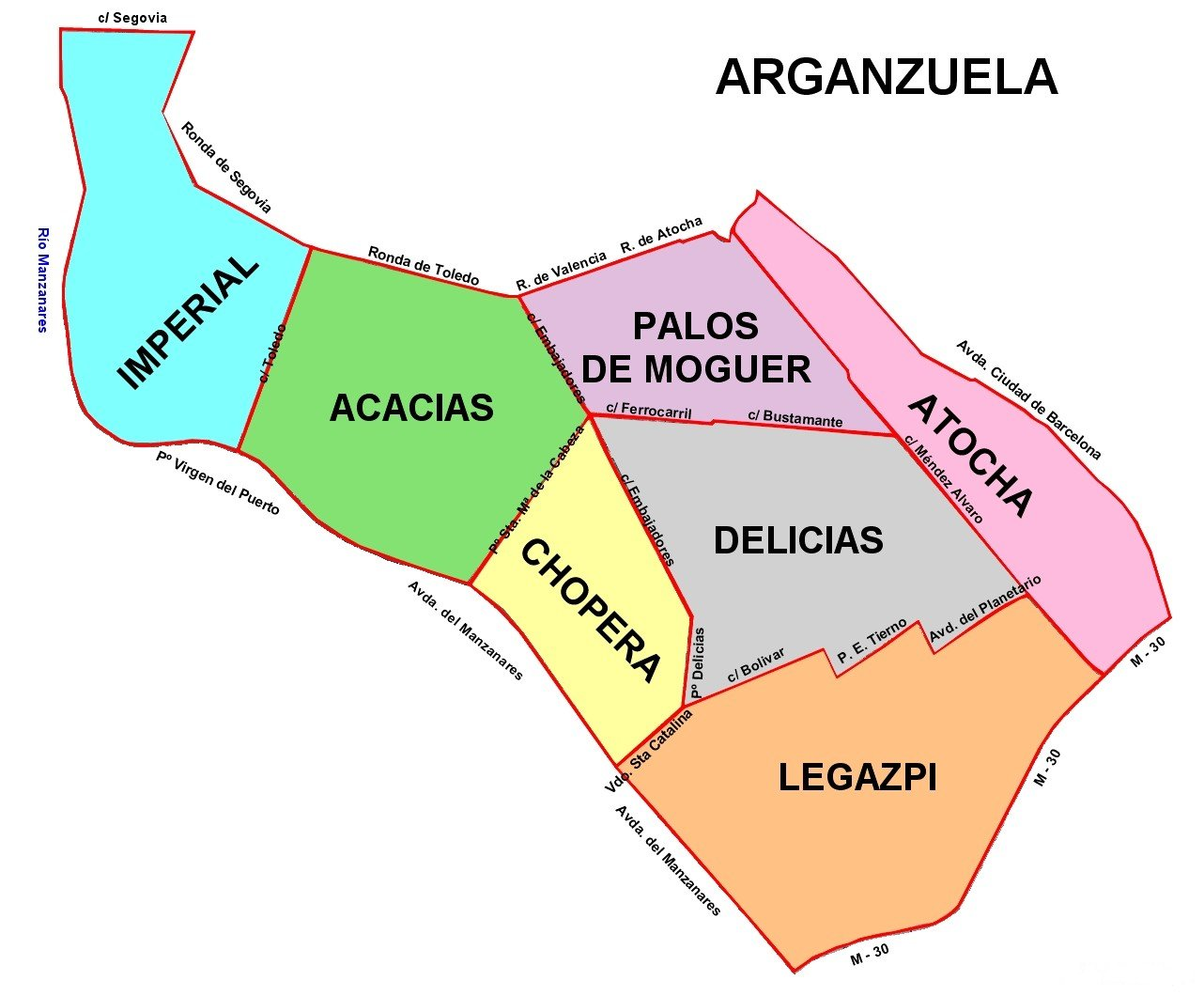
Divisió del districte en barris, en la que figura una dada errònia, ja que el límit Nord-est del districte no és l'Avenida de la Ciudad de Barcelona, sinó les vies de ferrocarril que donen accés a l'estació d'Atocha.

A partir del Pla d'Ordenació de 1963 s'inicia la requalificació social d'Arganzuela que és desenvolupada posteriorment mitjançant el Pla Especial de l'Avinguda de la Paz (M-30) i més recentment pel Pla d'Actuació del Passadizo Verde Ferroviario. Tot això ha suposat la desaparició en la seva pràctica totalitat de les instal·lacions industrials que van tenir el seu emplaçament en el districte, com el Gasòmetre i la creació de parcs i centres culturals sobre escombreres (com el Parc Enrique Tierno Galván) o antigues instal·lacions municipals, com Matadero Madrid o l'Hivernacle Palacio de Cristal, en l'antic escorxador, seu també de la Junta Municipal d'Arganzuela.
Pel que fa a la seva inserció en l'organització administrativa del municipi, el districte d'Arganzuela és relativament recent, apareixent en la divisió de 1970. La primera divisió districtal del municipi havia tingut lloc en 1902. El territori de l'actual districte es trobava repartit entre els districtes de la Latina, Inclusa i Hospital. Després de l'absorció dels municipis limítrofs, en 1955 es va dur a terme una primera reorganització, per la qual es va crear el districte d'Arganzuela-Villaverde: a grans trets l'actual districte d'Arganzuela estès fins a arribar al límit del terme municipal i abastant territoris que actualment corresponen a Usera i Villaverde. Després de la seva definició en 1970, Arganzuela ha conservat la seva disposició en successives reorganitzacions.

## Dades generals
- Fiesta de la Melonera a mitjans de setembre
- Regidor President de la Junta Municipal d'Arganzuela: María Dolores Navarro Ruiz
- Fiestas del Distrito: Segona setmana de setembre (La Melonera)
- Població (actualitzada l'1 de gener de 2005): 146.833 habitants
- Superfície: 655,21 hectàrees